# تراونا
تراونا (به ایتالیایی: Traona) یک کومونه در ایتالیا است که در استان سوندریو واقع شده‌است. تراونا ۶٫۲ کیلومتر مربع مساحت و ۲٬۳۱۴ نفر جمعیت دارد و ۲۵۲ متر بالاتر از سطح دریا واقع شده‌است.